# Gabaza meijerei
Gabaza meijerei är en tvåvingeart som först beskrevs av Nina Krivosheina 1983.  Gabaza meijerei ingår i släktet Gabaza och familjen vapenflugor. Inga underarter finns listade i Catalogue of Life.